# Yebra de Basa
Yebra de Basa es una localidad y municipio español de la provincia de Huesca perteneciente a la comarca de Alto Gállego, comunidad autónoma de Aragón. Tiene un área de 90,88 km² con una población de 154 habitantes (INE 2022) y una densidad de 1,62 hab/km².

## Demografía
Yebra de Basa cuenta con una población de 160 habitantes (INE 2024).
| Gráfica de evolución demográfica de Yebra de Basa entre 1842 y 2021 |
| |
| Población de derecho según los censos de población del INE Población de hecho según los censos de población del INEEn estos censos se denominaba Yebra: 1842, 1857, 1860, 1877, 1887, 1897, 1900 y 1910 Entre el censo de 1857 y el anterior, crece el término del municipio porque incorpora a 225223 (San Julián de Basa) Entre el censo de 1970 y el anterior, crece el término del municipio porque incorpora a 22560 (Cortillas) |

## Población por núcleos
A continuación se detalla el desglose de población según el Padrón Continuo por Unidad Poblacional del INE con las localidades que comprende el municipio:
| Núcleos                   | Habitantes (2021) |
| ------------------------- | ----------------- |
| Fanlillo                  | 4                 |
| Orús                      | 4                 |
| San Julián de Basa        | 10                |
| Sobás                     | 16                |
| Yebra de Basa (localidad) | 118               |

Además a dicho término municipal pertenecen actualmente los despoblados de Cillas, Cortillas, Espín y Sasa de Sobrepuerto.

## Administración y política
| Período   | Alcalde                      | Partido |  |
| --------- | ---------------------------- | ------- |  |
| 1979-1983 | Jesús Sampietro Sanz         | PSOE    |  |
| 1983-1987 |                              |         |  |
| 1987-1991 |                              |         |  |
| 1991-1995 |                              |         |  |
| 1995-1999 | Heliodoro Lanuza Finestra    | PSOE    |  |
| 1999-2003 | Tomás Estaún Lasaosa         | PP      |  |
| 2003-2007 | Tomás Estaún Lasaosa         | PP      |  |
| 2007-2011 | Ernesto Avellana Muro        | PSOE    |  |
| 2011-2015 | Ernesto Avellana Muro        | PSOE    |  |
| 2015-2019 | José Antonio Lafragüeta Azón | PSOE    |  |
| 2019-2023 | José Antonio Lafragüeta Azón | PSOE    |  |
| 2023-2027 | José Antonio Lafragüeta Azón | PSOE    |  |

| Partido político    | Partido político                                   | 2003   | 2007   | 2011   | 2015   | 2019   |
| Partido político    | Partido político                                   | Ediles | Ediles | Ediles | Ediles | Ediles |
|                     | Partido de los Socialistas de Aragón (PSOE-Aragón) | 2      | 3      | 2      | 4      | 5      |
|                     | Partido Aragonés (PAR)                             | —      | 2      | 2      | 1      | —      |
|                     | Partido Popular de Aragón (PP)                     | 3      | —      | 1      | —      | —      |
| Total de concejales | Total de concejales                                | 5      | 5      | 5      | 5      | 5      |

## Monumentos y lugares de interés

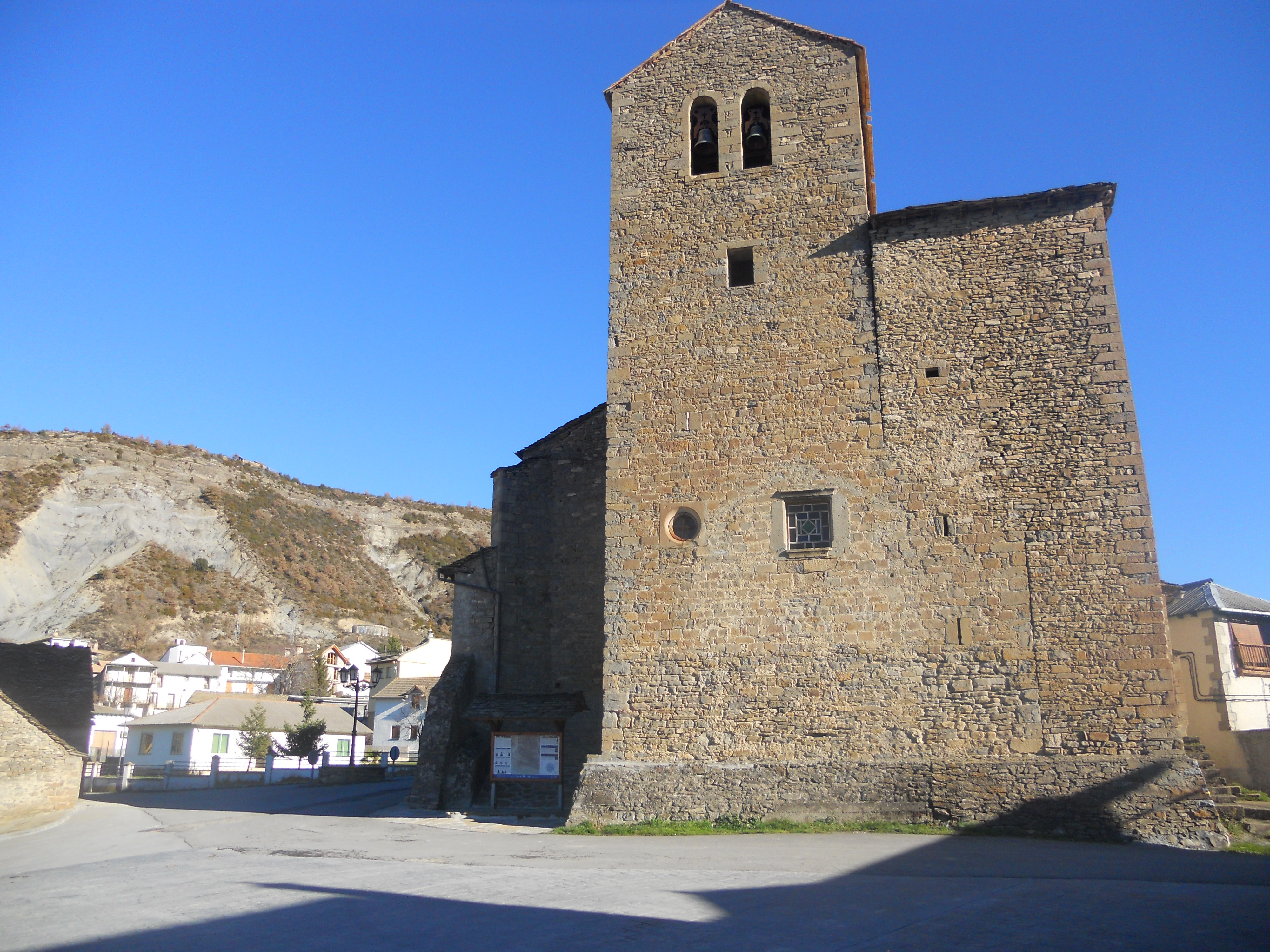
Iglesia san Lorenzo.

- Iglesia parroquial san Lorenzo, siglo XVI, de estilo gótico, donde existen interesantes tablas renacentistas y el relicario de santa Orosia, un busto de plata repujada del siglo XV.
- Iglesia parroquial san Juan, en Orús, de estilo románico jaqués, siglo XII, Monumento Histórico-Artístico.
- Zoque de la Cruz o de santa Orosia, siglo XX. Planta cuadrada, cubierta a cuatro aguas.[10]
- Centro de interpretación de Santa Orosia, un nuevo espacio cultural y turístico, que sirve para dar a conocer el rico patrimonio que, en torno a la santa, atesora el Alto Gállego. Está formado por siete paneles explicativos en castellano, aragonés, inglés y francés.

### Ruta de las ermitas
- Ermita de santa María, siglo XVI, planta rectangular con cabecera recta. Está reconstruida.[11]
- Zoque de L'Angusto, siglo XVII. Planta cuadrada, abierto al sur, cubierta a dos aguas.[12]
- Zoque de las Escoronillas, siglo XVII. Está restaurado correctamente.[13]
- Zoque de las Arrodillas, siglo XVII. Evoca el lugar en el que santa Orosia se arrodillo y dejó la huella en la roca. Está en ruinas.[14]
- Cueva de san Blas, siglo XVII.[15]
- Cueva de san Cornelio, siglo XVII.[16]
- Cueva de santa Bárbara, En la puerta aparece la fecha de 1629.[17]
- Ermita de santa Orosia. Se construyó entre 1665 y 1669, de planta rectangular, cabecera recta y campanario en el muro oeste.[18]

## Fiestas
- San Juan, en Orús, 24 de junio.

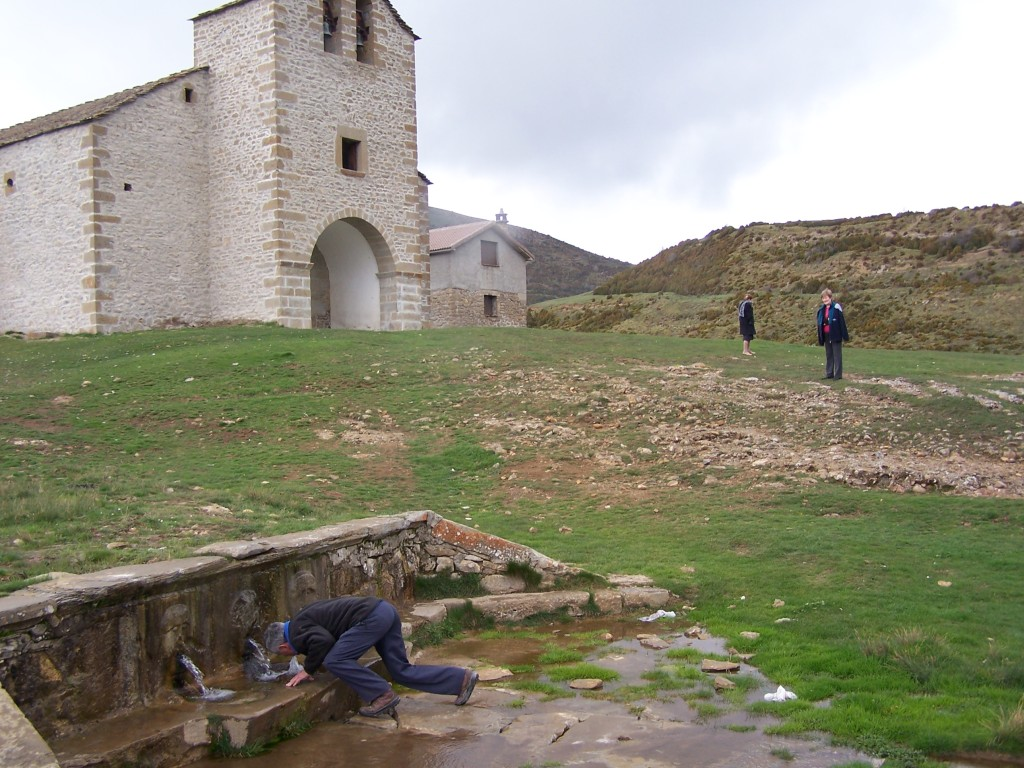
Ermita de santa Orosia.

- Romería a la ermita de santa Orosia, el 25 de junio, donde actúan los danzantes de Yebra, peculiarmente ataviados, mientras el músico hace sonar el chiflo y el salterio, para posteriormente recitar una pastorada en lengua aragonesa, más concretamente en aragonés de Ballibasa.
- San Lorenzo, en Yebra de Basa, 10 de agosto.
- La Virgen de agosto, en Sobás, 15 de agosto. (Este mismo día se celebra la Romería de la Virgen de Ballarán en san Julián de Basa por la mañana y la Romería de santa María en Yebra de Basa por la tarde)
- San Bartolomé, en Orús, 24 de agosto.
- San Ginés, en Espín, 25 de agosto.
- San Ramón, en Sasa de Sobrepuerto, 31 de agosto.
- San Julián, en san Julián de Basa, 13 de septiembre.
- Virgen del Rosario, en Cillas, 7 de octubre.
- Nuestra Señora del Pilar, en Cortillas, 12 de octubre.
- San Saturnino, en Fanlillo, 29 de noviembre.